# ISO (bateau)
Pour l’article homonyme, voir ISO.
L'ISO est une classe de dériveur léger monocoque de type skiff. Ce voilier est un des premiers dériveurs skiffs avec le Laser 5000.

## Historique
Il a été créé par les architectes Ian Howlett et John Caig. Il est fabriqué par Topper à partir de 1993 puis vendu en Angleterre par Wet and Windy. 

## Données techniques
La coque est construite en sandwich de fibre de verre pont/coque et le mât est en aluminium. Il mesure 4,74 mètres. La grand-voile mesure 9,7 mètres carrés, le foc 4,6 mètres carrés et le spinnaker 18,8 mètres carrés. 

## Équipage
Il est prévu pour transporter deux personnes, entre 130 et 170 kilogrammes. L'équipage est composé d'un barreur et d'un équipier.